# Войшки (Білостоцький повіт)
Войшки (Войшкі, пол. Wojszki) — село в Польщі, у гміні Юхновець-Косьцельний Білостоцького повіту Підляського воєводства. Населення — 213 осіб (2011).

## Історія
Вперше згадується 1562 року.
У 1975—1998 роках село належало до Білостоцького воєводства.

## Демографія
Демографічна структура станом на 31 березня 2011 року:
|          | Загалом | Допрацездатний вік | Працездатний вік | Постпрацездатний вік |
| -------- | ------- | ------------------ | ---------------- | -------------------- |
| Чоловіки | 100     | 10                 | 56               | 34                   |
| Жінки    | 113     | 7                  | 37               | 69                   |
| Разом    | 213     | 17                 | 93               | 103                  |

## Релігія
У 1864—1865 роках у селі зведена мурована каплиця Святого Архангела Михаїла, розбудована в 1980—1981 роках.